# Марторано (Козенца)
Марторано је насеље у Италији у округу Козенца, региону Калабрија.
Према процени из 2011. у насељу је живело 438 становника. Насеље се налази на надморској висини од 253 м.